# Jose Shercliff
José Shercliff (1902 – 1985) foi uma jornalista britânica que trabalhou em Paris e Lisboa como correspondente estrangeira de vários jornais e revistas.

## Vida pregressa
Josephine Alfreda Lilley Shercliff nasceu em 2 de novembro de 1902 em Burton upon Trent, Inglaterra, filha de um cervejeiro. A casa da família, alugada do fascista britânico Sir Oswald Mosley que morava nas proximidades, ficava em Rolleston on Dove, perto de Burton. Josephine foi para um colégio interno em Lincoln. Ela então foi aceita pela Universidade de Oxford, numa época em que era extremamente incomum mulheres irem para a universidade, obtendo um bacharelado em literatura inglesa, em 1924. Na universidade, ela foi membro da The Society of Home Students, que oferecia hospedagem em casas em Oxford, em vez de residências universitárias. Mais tarde, isso se tornou o St Anne's College.

## Paris

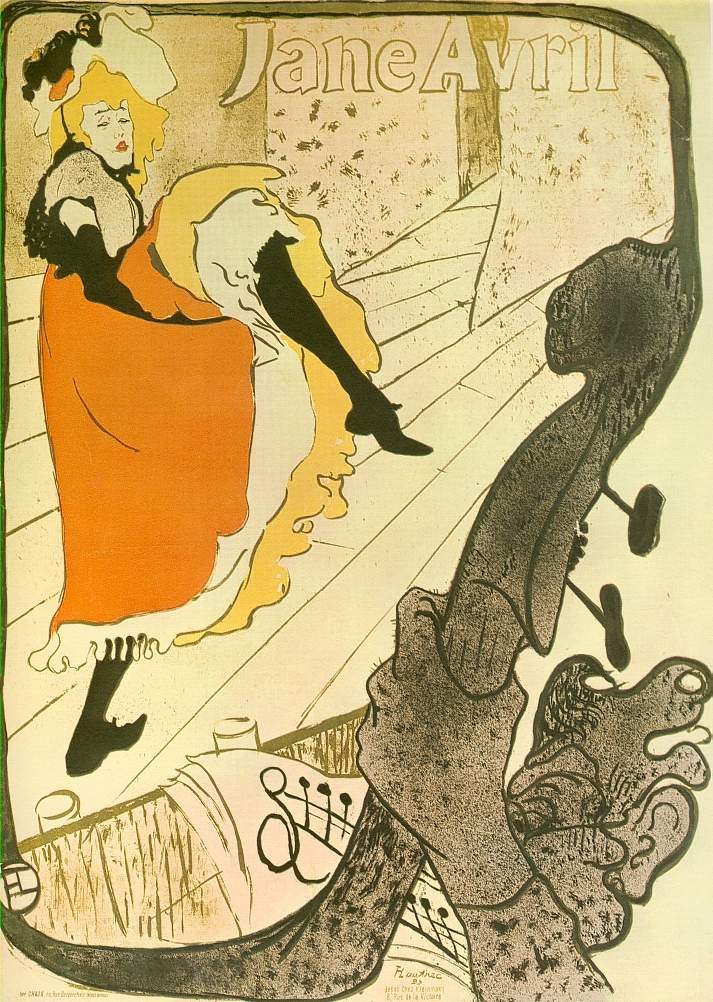
Jane Avril, pôster, 1893, de Toulouse-Lautrec

Depois de se formar, ela conseguiu um emprego em Londres no Daily Express, inicialmente como secretária. Depois, assumiu o trabalho de jornalismo, escrevendo sobre moda. No início dos anos 1930, ela deixou o Reino Unido e raramente voltou, por muito tempo. Ela morou primeiro em Paris, trabalhando como secretária na American Library, onde conheceu muitos dos escritores americanos que viviam naquela cidade naquela época. Ela continuou sua carreira no jornalismo na França como assistente do correspondente do Daily Herald. Um de seus trabalhos era localizar a ex-dançarina de cancan do Moulin Rouge, Jane Avril, que havia sido a musa do pintor Henri de Toulouse-Lautrec, o que ela fez com sucesso. Suas longas discussões levaram Shercliff a publicar um livro sobre Avril, em 1952, usando ilustrações do trabalho de Lautrec.

## Barcelona
Josephine, que também trabalhava para o News Chronicle, foi então enviada a Barcelona, em 1936, para cobrir a Olimpíada do Povo, planejada como um protesto contra a realização dos Jogos Olímpicos de Verão de 1936 na Alemanha nazista. No entanto, a Olimpíada do Povo não aconteceu porque estourou a Guerra Civil Espanhola. Shercliff agora inadvertidamente se tornou uma correspondente de guerra, enviando relatos vívidos da luta de volta ao Daily Herald, contrabandeando sua cópia para fora da Espanha com a ajuda de viajantes. Permanecendo em Barcelona por três semanas, ela foi brevemente presa por suspeita de espionagem.

## Lisboa
Quando Paris caiu para a invasão alemã em 1940, ela conseguiu sair da cidade, escrevendo reportagens sobre sua retirada apressada para o Daily Herald. Depois de quatro meses em Londres, ela se mudou novamente, tendo concordado em se tornar correspondente na cidade de Nova York. Como não era possível ir diretamente da Inglaterra para os EUA, ela foi encaminhada pela capital portuguesa, Lisboa. Chegando a Portugal, teve dificuldade em conseguir uma passagem para Nova York porque a cidade estava cheia de refugiados que também queriam ir para a América. Atraída por Lisboa, decidiu não ir mais longe, acreditando que a cidade ofereceria oportunidades interessantes para uma jornalista. Durante a guerra, acompanhou atentamente as atividades de espionagem dos Aliados e das potências do Eixo, tanto em Lisboa como na zona do Estoril, onde vivia. Ela passou mensagens codificadas para o Executivo de Operações Especiais Britânico por meio da mídia.
Shercliff apoiou um grande número de refugiados de todas as nacionalidades que chegavam a Lisboa. Numa época em que eram raras as mulheres jornalistas, rapidamente se tornou conhecida entre os restantes correspondentes estrangeiros em Portugal pelo rigor, persistência e coragem. Ela trabalhou meio período para a Associated Press, de 1947 a 1964, e, a partir de 1960, para o The Times. Ela colaborou com o serviço internacional da BBC e escreveu artigos para uma série de revistas e periódicos, incluindo o Foreign Affairs. Tornando-se rapidamente um membro popular da comunidade britânica, ela publicou muitos artigos no Anglo-Portuguese News de língua inglesa e foi muito amiga dos proprietários, Luís Marques e Susan Lowndes Marques.
Shercliff adotou uma visão crítica do regime autoritário do Estado Novo e era frequentemente visitada pela PIDE, a polícia secreta. É provável que outros, igualmente críticos, tenham sido deportados, mas Portugal temia repercussões de seus aliados britânicos caso a retirassem do país. Após a Revolução dos Cravos e o derrube do Estado Novo, em 1974, que ela cobriu amplamente, tornou-se amiga de muitos líderes portugueses. Pouco antes da sua morte no hospital de Cascais, foi visitada pelo primeiro-ministro, Mário Soares e pela artista plástica Paula Rego.
Josephine Shercliff se aposentou do jornalismo em 1981 e morreu em 21 de janeiro de 1985. Ela era solteira.

## Publicações
Shercliff publicou um livro e uma tradução.
- 1952. Jane Avril do Moulin Rouge . Editora Jarrolds. Também foi publicado em alemão e holandês.[3]
- 1960. Nita Lupi . Music and Spirit of Portuguese India. (traduzido por Jose Shercliff). Edição Comemorativa Do V Centenário Da Morte Do Infante D. Henrique (Edição Comemorativa dos 500 Anos da Morte do Infante D. Henrique). Disponível também em português.